# Sengrund
Sengrund är skär i Åland (Finland). De ligger i den södra delen av landskapet, 6 km sydost om huvudstaden Mariehamn.
Terrängen runt Sengrund är platt. Havet är nära Sengrund söderut. Närmaste större samhälle är Mariehamn, 5,6 km nordväst om Sengrund. 
Runt Sengrund är det glesbefolkat, med 17 invånare per kvadratkilometer.